# دوربین آنالوگ

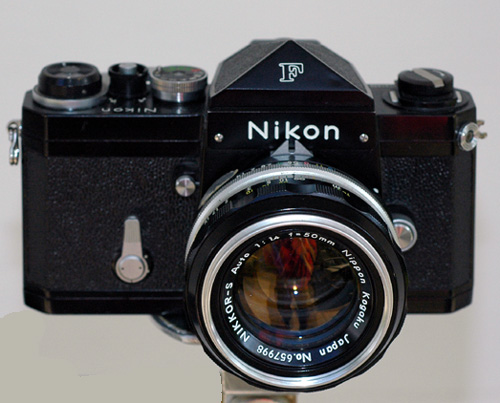
اولین دوربین ۳۵ میلیمتری با قابلیت تعویض نمایاب و لنز (system camera)، نیکون اِف

دوربین آنالوگ دستگاهی برای ثبت عکس بر روی فیلم عکاسی (سطح حساس به نور) می‌باشد و تصویر گرفته شده بر روی فیلم بعد از ظهور به صورت نگاتیو یا منفی (ریورسال) قابل رویت است.
دوربین عکاسی آنالوگ به‌صورت‌های:
1. کاملاً مکانیکی،
2. نیمه خودکار،
3. کاملاً خودکار (ناوبری الکترونیکی)،

طراحی و ساخته شده‌است.

## تاریخچه
اتاق تاریک، اولین قدم بزرگ در راه پیدایش عکاسی بود که توسط نقاشان ایتالیا یی در طی قرن شانزدهم میلادی برداشته شد. برای بدست آوردن حداکثر وضوح، تنظیم فاصله روزنه از دیواری که تصویر روی آن بازتابیده می‌شد، از مشکلات اصلی در این سیستم بشمار می‌رفت. رفع این مشکل، باعث ورود عدسی به دنیای عکس و تصویر گردید.

## انواع دوربین های آنالوگ
1. دوربین سوراخ سوزنی (به انگلیسی: Pin Hole)،
2. دوربین تک‌لنزی غیربازتابی (به انگلیسی: rangefinder camera)،
3. دوربین تک‌لنزی بازتابی (به انگلیسی: Single Lens Reflex)،
4. دوربین دولنزی بازتابی (به انگلیسی: Twin-lens reflex)،
5. دوربین قطع بزرگ (به انگلیسی: View Camera).

## سیستم ضبط تصویر
در یک دوربین آنالوگ، فیلم حساس به نور، تصویر را ذخیره می‌سازد و بعد از عملیات شیمیایی برای نگهداری تصویر از آن استفاده می‌شود.

## نگارخانه

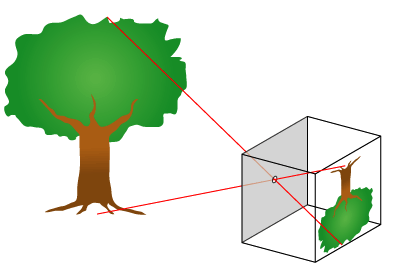
دوربین سوراخ سوزنی
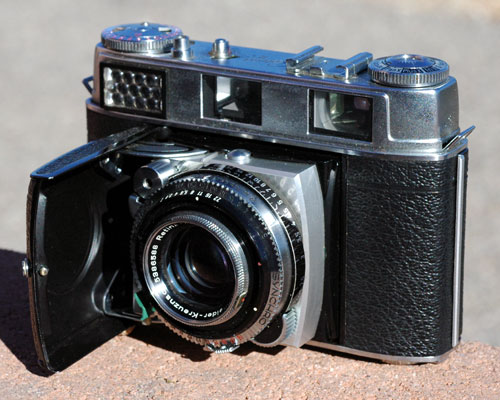
کداک رتینا ۱۹۵۷
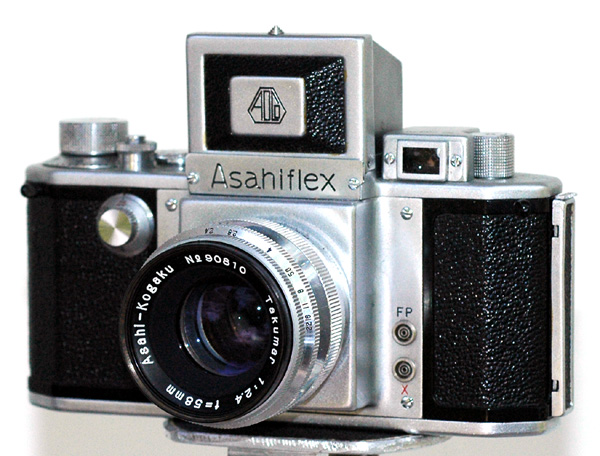
آساهی فلکس ۱۹۵۵
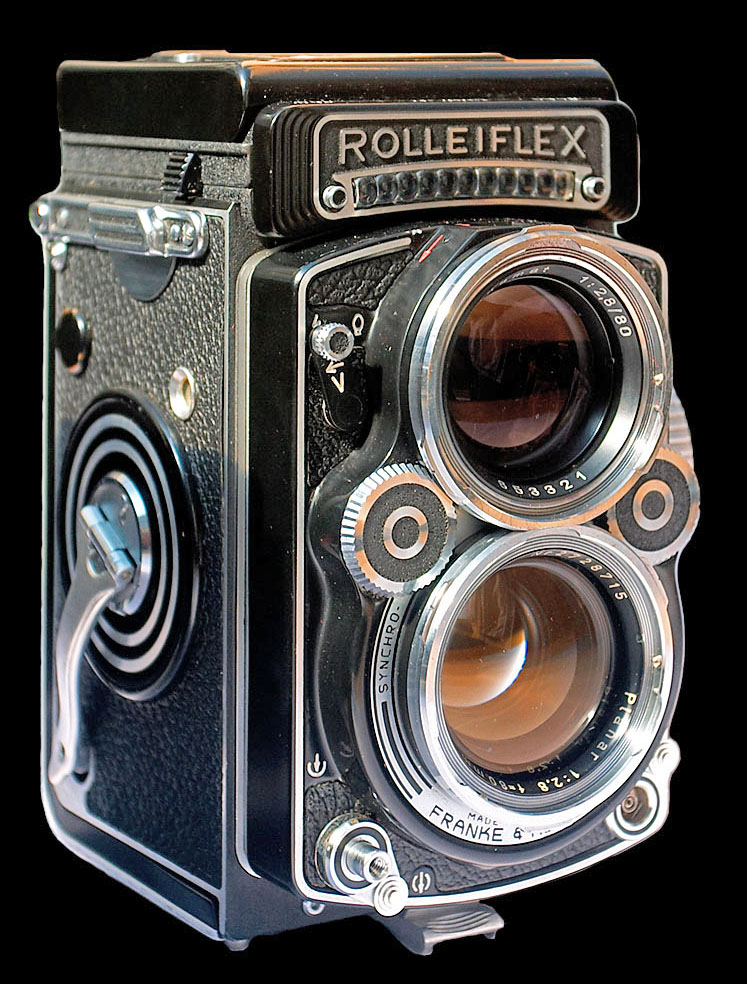
رولی فلکس
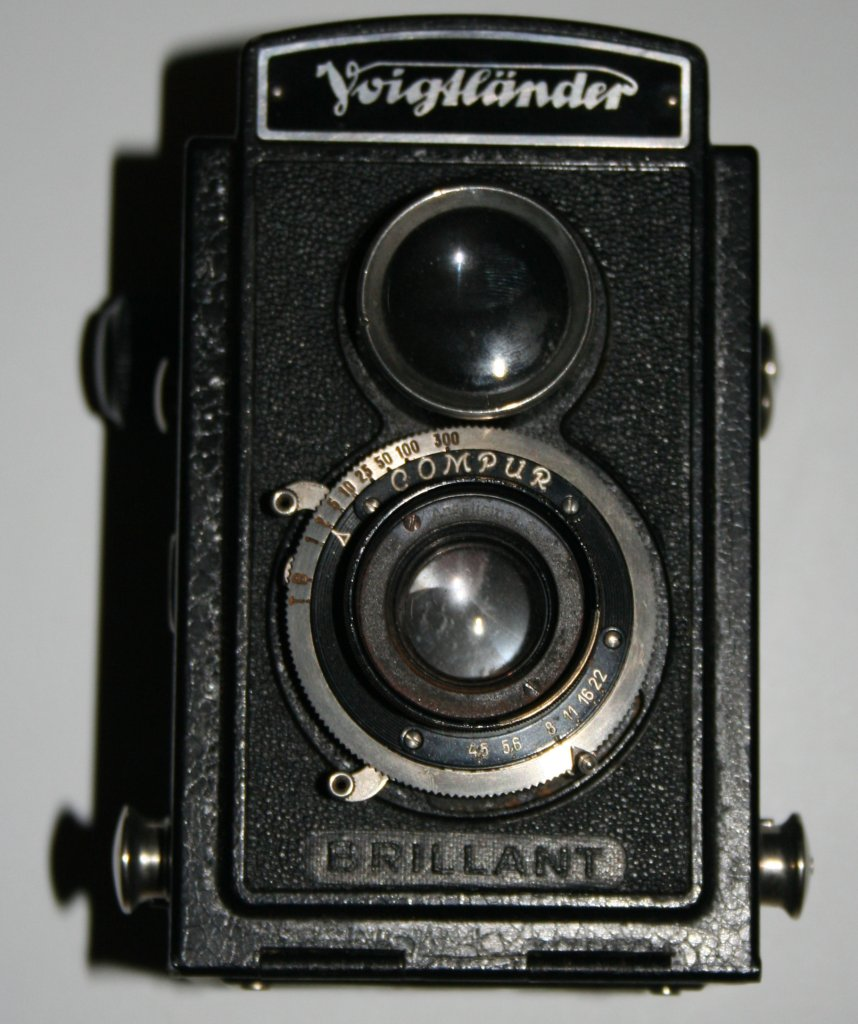
دوربین دولنزی بازتابی (Voigtländer Brillant).
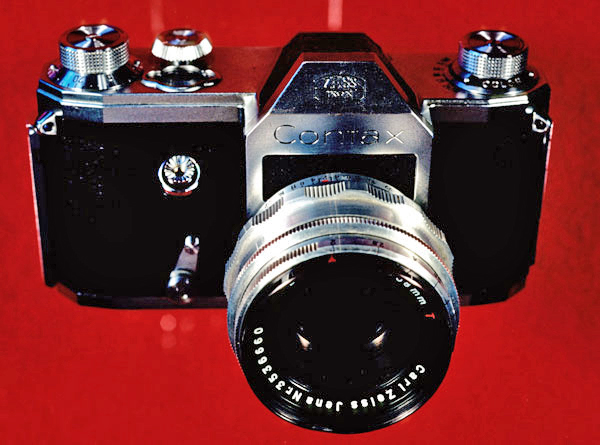
اولین دوربین تک لنزی بازتابی، کانتکس اس، تولید سال ۱۹۴۹
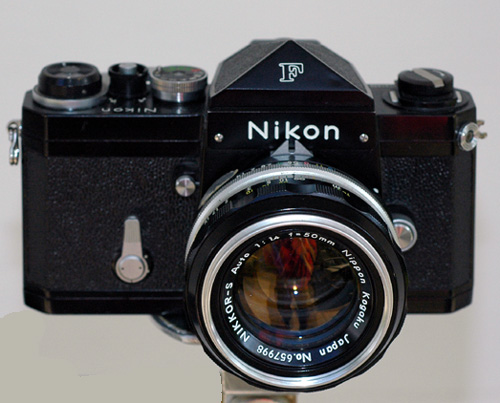
نیکون اِف ۱۹۵۹، اولین دوربین ۳۵ میلیمتری با قابلیت تعویض نمایاب و لنز
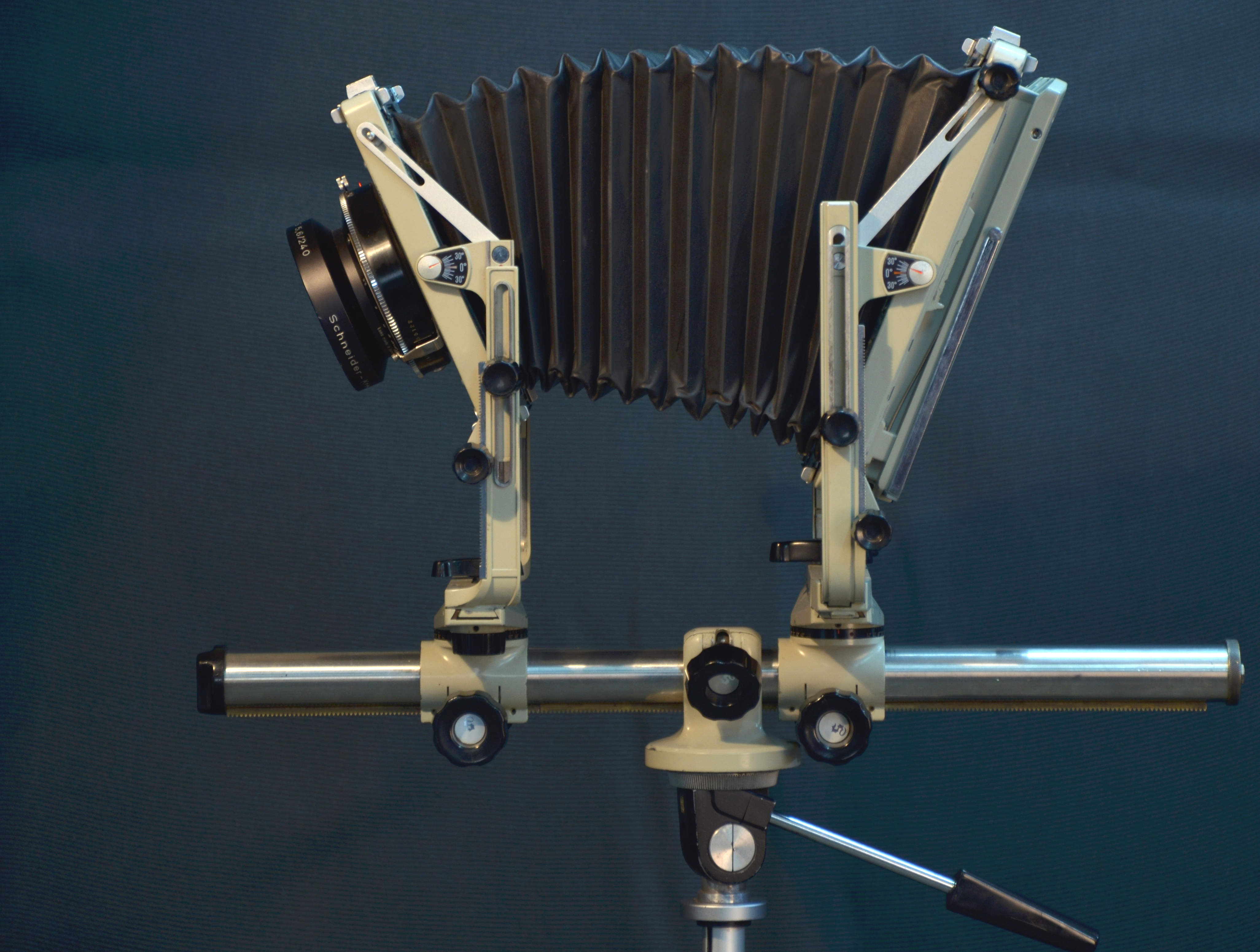
دوربین 5*7 اینچ تویو.